# Боллеруд, Ингунн
Ингунн Боллеруд (норв. Ingunn Bollerud, род. 16 ноября 1972, Акерсхус) — норвежская профессиональная велогонщица. Она родилась в коммуне Нес в Акерсхусе; дочь конькобежца, Ингара Боллеруда.

## Карьера
Ингунн Боллеруд выступала за команду Akershus CK до 2001 года, когда она провела один год в команде Sponsorservice, первой профессиональной женской команде страны.
В 1996 году она выиграла национальный Чемпионат Норвегии по шоссейному велоспорту.
Она участвовала в летних Олимпийских играх 1992, 1996 и 2000 годов. В 1992 году она заняла 41-е место в шоссейной гонке на Олимпийских играх в Барселоне, а в 2000 году — 35-е место в шоссейной гонке на Олимпийских играх в Сиднее.

## Достижения
1989
- Чемпионат Норвегии по шоссейному велоспорту[англ.], индивидуальная гонка, юниоры
- Чемпионат Норвегии по шоссейному велоспорту[англ.], групповая гонка, юниоры

1990
- Чемпионат Норвегии по шоссейному велоспорту[англ.], индивидуальная гонка, юниоры
- Чемпионат Норвегии по шоссейному велоспорту[англ.], групповая гонка, юниоры
- Чемпионат Норвегии по трековому велоспорту[норв.], гонка преследования, юниоры

1991
- Чемпионат Норвегии по шоссейному велоспорту[англ.], индивидуальная гонка
- Чемпионат Норвегии по шоссейному велоспорту[англ.], командная гонка (в составе Akershus CK, с Унни Ларсен[англ.] и Моникой Хага)

1992
- 41-я в групповой гонке на Олимпийских играх

1993
- 5-й этап Гранд Букль феминин[3][4]

1994
- Северный чемпионат (Левангер), командная гонка (с Од Кари Берг[англ.], Мэй Бритт Хартвелл[англ.] и Моникой Вален)

1996
- Чемпионат Норвегии по шоссейному велоспорту[англ.], групповая гонка
- Чемпионат Норвегии по шоссейному велоспорту[англ.], индивидуальная гонка
- Чемпионат Норвегии по шоссейному велоспорту[англ.], критериум (Эльверум)
- Чемпионат Норвегии по шоссейному велоспорту[англ.], командная гонка (в составе Akershus CK, с Линн Торп[англ.] и Сесилией 
Кристиансен[норв.])
- 3-я в групповой гонке, 2-я в индивидуальной гонке Северного чемпионата (в Эребру)
- Биркебайнерритет

1998
- 3-я на Холланд Ледис Тур

2000
- 2-я на Туре Бретани

 горный зачёт
- 2-я на Чемпионат Норвегии по шоссейному велоспорту[англ.], групповая гонка
- 3-я на Чемпионат Норвегии по шоссейному велоспорту[англ.], индивидуальная гонка
- 35-я в групповой гонке на Олимпийских играх
- Северный чемпионат (Воргорда[англ.]), групповая гонка

2004
- Летние Паралимпийские игры (пилот Тоне Граввольд[англ.] в тандеме на шоссейных гонках):

2-я в тандемной гонке с раздельным стартом
5-я в тандемной групповой гонке
4-я в общем зачёте
2005
- Открытый чемпионат Европы по тандему (Нидерланды):

 тандемная гонка с раздельным стартом
2-я в тандемной групповой гонке